# Den itubrudte Mønt
Den itubrudte Mønt er en amerikansk stumfilm fra 1915 af Francis Ford.

## Medvirkende
- Grace Cunard som Kitty Gray
- Francis Ford som Grev Frederick
- Eddie Polo som Rolleaux
- Harry Schumm som Michael II
- Ernest Shields som Sacchio